# Parque Quase-Nacional Okinawa Kaigan
O Parque Quase-Nacional Okinawa Kaigan é um parque quase-nacional localizado na prefeitura japonesa de Okinawa. Estabelecido em 15 de maio de 1972, tem uma área de 10 320 hectares.